# 斯帕斯-傑緬斯克區
54°25′N 34°02′E / 54.417°N 34.033°E
斯帕斯-傑緬斯克區（俄语：Спас-Деменский район），是俄羅斯的一個區，位於該國西部，由卡盧加州負責管轄，面積1,380平方公里，2010年人口8,238，人口密度每平方公里5.97人。